# Национальная детская библиотека имени Хнко-Апера
Национальная детская библиотека имени Хнко-Апера (арм. Խնկո-Ապոր անվան ազգային մանկական գրադարան) — детская библиотека в Ереване (Армения).

## История
Библиотека была основана в 1933 году, а после смерти армянского педагога и детского поэта Атабека Хнкояна (Хнко-Апера) в 1935 году была названа в его честь. 
По случаю провозглашения 1979 года Всемирным годом ребёнка в 1980 году библиотеке было предоставлено новое здание в районе Кентрон, на улице Теряна, недалеко от оперного театра. Здание было построено по проекту архитекторов Левона Галумяна и Рузан Алавердян.

## Современное состояние
Библиотека обслуживает детей дошкольного и школьного возраста, а также учителей. Ведётся сотрудничество с детскими образовательными и культурными организациями Армении. Организуются занятия в кружках и студиях и детские мероприятия: выставки, встречи с писателями, чтение вслух. По инициативе библиотеки проводятся благотворительные программы по переоборудованию сельских библиотек Армении.

### Фонд
В фонде библиотеки находится около 500 тысяч единиц: книги на армянском и иностранных языках, музыкальная литература, периодические издания, аудиовизуальные материалы, электронные носители. Работают отделы немецкой и персидской литературы.